# 鄒守益
鄒守益（1491年—1562年），字謙之，號東廓，江西吉安府安福縣人，軍籍，明朝學者、政治人物，探花及第。

## 生平
正德二年（1507年）江西鄉試第四十六名舉人，二十一歲中明武宗正德六年（1511年）辛未科會試第一名，殿試第一甲第三名進士。鄒守益初見王守仁於虔臺，求表父墓，無意於學，後聽王守仁日夕談學，忽有省悟，而明白「格致之即慎獨也」，遂為王守仁門生。
授翰林院編修。逾年告歸，在江西拜謁王守仁，講學於贛州。朱宸濠叛亂，鄒守益隨王守仁籌劃軍事。直至明世宗即位，始回京赴官。嘉靖改元（1522年）啟用。
嘉靖三年（1524年）因大禮上疏，世宗大怒，下詔獄拷打，謫廣德州判官。廢淫祠，建復初書院，與學者講授期間。後擢南京禮部郎中，任滿告歸，州人立生祠以祀。聞其師王守仁卒，為位哭，服心喪，日與呂柟、湛若水、錢德洪、王畿、薛侃等論學。考滿入都，即引疾歸。
久之，以薦起南京吏部郎中，召為司經局洗馬。次年遷太常寺少卿兼侍讀學士，掌南院，陞南京國子監祭酒。九廟災，有旨大臣自陳，大臣皆恐慌引罪。鄒守益上疏陳君臣交修之道，帝大怒，遂落職。
居家講學，四方遊者接踵而至，學者稱「東廓先生」。四十一年十一月卒，享年七十二。明穆宗隆慶元年（1567年），贈右侍郎，諡文莊。

## 功夫論──以靜修己[4]
之所以要戒慎，是因為他認為此為「為學大要」、「聖門要旨」，是恢復「吾心本體，精明靈覺」的始終、內外的貫通功夫，因此幾乎是以宗教家苦修、苦煉的精神去做功夫（對待「戒慎恐懼」之學）

讀書學習、好學好察，並非從外物中所求、擴充、增益知識，而是為了恢復「良知」（心）的本體之明。
只是原初明也，非合天下古今之明而增益之也。
此功夫是貫徹體用、內外、始終一貫的，絕不能將內外二分。若「倚於感」而「逐外」。「倚於內」而「專內」，則失聖學之要（將無欲視為聖學之要），病人本性。
博文格物，即戒懼擴充，一箇功夫，非有二也。
反對聶豹「從寂處、體處」用功夫，以「感應、運用處」為效驗（主張在本體上用歸寂功夫），鄒守益主張在體、用上都用功夫。東廓自認為只有自己的「良知之精明而不雜以塵俗也」的觀點才符合「聖門要旨」和王學的「良知之教」（雙江與彭山之論都屬「粗而不精」）。

## 本體論
視良知為一個自滿自足的先天之知，是一個透明清澈的本體，它能畢照萬物，物來則應，認識了「良知」這個「精神靈覺」的本體後，便無所不知。
無論是「寂然不動」之體還是「感而遂通」之用，都是「良知一也」，故「體用非二物也」。

## 成就
師從王守仁，講學於贛州，以「居敬」、「戒懼」為「致良知」宗旨。「戒慎之學」與宋代理學家的「主敬」說有些脈相承的關係
建有復初書院。
曾助王守仁平定朱宸濠叛亂。

黃宗羲認為其學是王陽明的正宗。
其時雙江從寂處、體處用功夫，以感應、運用處為效驗。先生言其「倚於內，是裂心體而二之也」。彭山惡自然而標警惕，先生言其「滯而不化，非行所無事也」。夫子之後，源遠而流分，陽明之沒，不失其傳者，不得不以先生為宗子也。夫流行之為性體，釋氏亦能見之，第其捍禦外物，是非善惡一歸之空，以無礙我之流行。蓋有得於渾然一片者，而日用倫物之間，條理脈絡，不能分明矣。粗而不精，此學者所當論也。

## 作品
- 《鄒東廓文集》
- 《文章軌範評林註釋》
- 《新刋續文章軌範》
- 《王陽明先生圖譜》
- 《鄒氏學脉》

## 家族
曾祖鄒仕魯；祖父鄒思傑，封大理寺左評事；父鄒賢，弘治丙辰進士，按察司僉事贈奉政大夫。母周氏（封孺人）。嚴侍下。弟鄒守明、鄒守蒙。
元配王氏，封宜人，贈恭人，生鄒義（嘉靖癸卯貢士、順天府通判）、鄒美（辛酉貢士）、鄒善（丙辰進士、山東提學副使）；繼室李氏，封恭人，生二子鄒養、鄒蓋。三个女婿：劉紹藩、楊應禎、朱维京。
孫鄒德源、鄒德濬、鄒德涵（進士）、鄒德溥、鄒德温、鄒德治、鄒德泳、德濟、德洙、德澡。

## 延伸阅读
- 徐階《明故南京國子監祭酒贈禮部右侍郎謚文莊鄒公神道碑銘》

[在维基数据编辑]
 《國朝獻徵錄·卷之七十四》，出自焦竑《國朝獻徵錄》
 《明史卷二百八十三》，出自《明史》
 在维基共享资源阅览影像